# 日昇之屋
《日昇之屋》（英語：The House of the Rising Sun），是美國傳統的民間音樂，也稱為日昇藍調（Rising Sun Blues），歌詞是一個年輕人自述住在新奥尔良貧民區的自家房屋，而且生活是每况愈下，告诫敦促兄弟姐妹們不要重蹈覆辙，同時也哀嘆世世代代難以扭轉貧窮的宿命，深深期待著能夠翻轉世代。
由英國藍調搖滾樂團動物樂團1964年所錄製，是最流行成功的商業版本，在英國單曲榜以及美國告示牌百大單曲榜和加拿大單曲榜都得到了冠軍，在歐洲和法國的單曲榜單也都有上榜 。作為電子搖滾樂團錄製的傳統民謠，被認為是“第一支民謠搖滾樂”。
這首歌曲跟許多民謠歌曲一樣，詞曲創作者已經不詳。歌曲也經由各個國家多位歌手和多種語言重新詮釋，其中巴布·狄倫的第一張專輯就有收錄此歌曲，並被動物樂團的歌迷批評抄襲動物樂團的作品。桃莉·巴頓在她過去的專輯也有收錄。在台灣，這首歌被改編為由蔡振南演唱的大節女。
MachineGames开发的电子游戏《德军总部：新秩序》描述了一个轴心国战胜反法西斯同盟的世界观，与电视剧“高堡奇人”颇为类似，其中的一首德语配乐 （页面存档备份，存于）采用了日升之屋的曲调。